# Ageod's American Civil War II
Ageod's American Civil War II là trò chơi máy tính thuộc thể loại chiến thuật theo lượt (hệ thống WEGO) đưa người chơi lên làm lãnh đạo của một trong hai phe Liên bang miền Bắc hay Hợp bang miền Nam Hoa Kỳ suốt trong cuộc Nội chiến Mỹ (1861–1865).
Người chơi sẽ hóa thân thành các nhà lãnh đạo quân sự và chính trị trong thời kỳ này đang cố sức chỉ huy quân đội (lục quân và hải quân) giành lấy phần thắng về phe mình, giữa các cuộc hành quân đầy gian khổ suốt năm năm chinh chiến trong một quốc gia bị chia cắt, trong lúc việc đưa ra những quyết định về chính trị và kinh tế/tài chính suốt quá trình chơi game đều có ảnh hưởng đến kết quả cuộc chiến giữa hai phe.
Hầu hết những năm tháng xảy ra các chiến dịch riêng lẻ từ năm 1861 đến 1865 đều có thể chơi được thông qua phần kịch bản riêng biệt (đã được gạn lọc trong quá trình thử nghiệm phiên bản beta). Những màn kịch bản nâng cao sẽ cho phép tái tạo một số chiến dịch/chiến trường hàng năm, và cả phần Đại chiến dịch (Grand Campaign) bao trùm toàn bộ cuộc nội chiến. Trò chơi chính là phần tiếp theo của Ageod's American Civil War, được phát hành vào năm 2007. Nhà sản xuất còn hợp tác với Civil War Trust, và một phần tiền thu được từ việc bán game sẽ được tặng lại cho tổ chức này.

## Lối chơi
Trò chơi này thuộc thể loại chiến thuật theo lượt với từng lượt đi đại diện cho nửa tháng, khoảng 15 ngày. Game diễn ra trên một bản đồ thể hiện phần lớn vùng Bắc Mỹ được chia thành các khu vực riêng biệt. Những vùng đất ở Canada, Mexico và Caribbean không thể nào tiếp cận được, và người chơi sẽ nắm quyền chỉ huy quân đội Liên bang miền Bắc hay quân đội Hợp bang miền Nam. Do game sử dụng lượt đi đồng thòi hay còn gọi là hệ thống WEGO giúp người chơi nhìn thấy điểm khởi đầu của đối phương, nhưng không biết đối thủ máy sẽ làm gì tiếp theo. Lượng thông tin mà mỗi người chơi nhận diện đối phương của mình cũng bị ảnh hưởng bởi một màn sương mù chiến tranh. Số trận đánh đang diễn ra trên bản đồ tương ứng với số người chơi đó, và sự lựa chọn cơ cấu chỉ huy cùng đơn vị hỗn hợp của người chơi là rất quan trọng trong việc xác định kết quả chiến sự trong toàn bộ cuộc nội chiến.

## Phát triển
Trò chơi này được dựa trên việc nghiên cứu được dùng để phát triển Ageod's American Civil War cũng như sự giúp đỡ từ cộng đồng game thủ.

## Đón nhận
Ageod's American Civil War II đã được wargamer.com gọi đây là một thành tựu về mặt nghệ thuật, nhưng lưu ý rằng tựa game này có thể không dành cho mọi lứa tuổi, phần lớn là do game đòi hỏi người chơi phải thao tác đạt tầm mức quản lý vi mô.